# David Tarka
David Tarka (ur. 11 lutego 1983 w Perth) – australijski piłkarz pochodzenia polskiego. Obecnie jest piłkarzem Cockburn City.
Był powoływany do młodzieżowych reprezentacji Australii w 1999 roku. Wziął udział z reprezentacją Australii U-20 w Mistrzostwach Świata U-20 w Zjednoczonych Emiratach Arabskich. W 2004 roku grał w kadrze Australii U-23 na Igrzyskach Olimpijskich w Atenach, dochodząc z nią do ćwierćfinału. Odrzucił propozycję przejścia do West Ham, bo postanowił pomóc drużynie w zdobyciu mistrzostwa. W połowie 2003 roku przeniósł się do Nottingham Forest za 100,000 funtów.